# 진장림
진장림 (1942년 10월 15일 ~ )은 한국인의 전직 수영 선수이다. 1964년 하계 올림픽에서 남자 200m 평영에 출전했다.